# Спленомегалія
Спленомегалія — патологічне збільшення розмірів селезінки (зазвичай понад 12 см). Є симптомом багатьох хвороб.
Помірна спленомегалія відбувається при багатьох інфекційних та автоімунних захворюваннях, при гемолітичних анеміях, гемоглобінопатіях, дефектах еритроцитів і тромбоцитів. Для деяких інфекцій, таких як малярія, характерна особливо значна спленомегалія.
Дуже виражена спленомегалія, при якій селезінка може досягати справді гігантських розмірів, заповнюючи собою більше половини черевної порожнини, спостерігається інколи при лейкозах й інших гемобластозах.